# جارد آبراهامسون
جارد آبراهامسون (انگلیسی: Jared Abrahamson؛ زادهٔ ۱ ژانویهٔ ۱۹۰۱) هنرپیشه آمریکایی بود.
از فیلم‌ها یا برنامه‌های تلویزیونی که وی در آن نقش داشته‌است می‌توان به بیراهه و ویرجینیای شیرین اشاره کرد.